# Diecezja As-Sulajmanijja
Diecezja As-Sulajmanijja – historyczna diecezja Kościoła chaldejskiego w północno-wschodnim Iraku, z siedzibą w mieście As-Sulajmanijja. Została erygowana 7 marca 1968 roku. Według wydania Annuario Pontificio z 2010 roku, diecezja liczyła zaledwie 550 wiernych, zgrupowanych w jednej parafii, obsługiwanej przez dwóch księży. Fakt ten związany był z nasileniem się prześladowań chrześcijan w Iraku przez muzułmanów po obaleniu reżimu Saddama Husajna. Długi czas pozostawała sede vacante. Podlegała bezpośrednio chaldejskiemu patriarsze Babilonu. W 2013 została połączona z Archidiecezją Kirkuku.